# Podolí (Uherské Hradiště)
Podolí (in tedesco Podoly) è un comune della Repubblica Ceca facente parte del distretto di Uherské Hradiště, nella regione di Zlín.